# Louisa Sophia Goldsmid
Louisa Sophia Goldsmid (* 2. September 1819; † 7. Dezember 1908 in London) war eine britische Feministin.

## Leben
Louisa Sophia Goldsmid war die Tochter von Moses Asher Goldsmid und gehörte zu einer der einflussreichsten jüdischen Familien Großbritanniens. Sie setzte ihr Vermögen und ihre gesellschaftliche Stellung zur Förderung von Frauenrechten und insbesondere der akademischen Ausbildung von Frauen ein. 1866 unterzeichnete sie die Petition zum Frauenwahlrecht und gehörte als Kämmerin zum provisorischen Petitionskomitee. 1867 zog sie sich nach Spannungen mit Helen Taylor vorübergehend aus der Suffragetten-Bewegung zurück, um sich nur noch auf die Kampagne zur Ausbildung von Frauen zu konzentrieren. Nach 1870 kehrte sie zur Bewegung zurück, wurde 1874 Vize-Präsidentin der National Society for Women’s Suffrage und blieb bis zu ihrem Tod in verschiedenen Vereinigungen aktiv.

## Familie
Louisa Sophia Goldsmid heiratete 1839 ihren Cousin Sir Francis Henry Goldsmid, die Ehe blieb aber kinderlos. Nach dem Tod ihres Mannes lebte sie mit der deutschen Konzertpianistin und Komponistin Agnes Zimmermann (1847–1925) zusammen.
Ihr Ehemann, Francis Henry Goldsmid, war der älteste Sohn von Isaac Lyon Goldsmid (1778–1859), dem Seniorpartner des Londoner Edelmetallbrokers „Mocatta & Goldsmid“, und dessen Cousine Isabel Goldsmid (1788–1860).
Sein jüngerer Bruder war der englische Politiker Frederick David Goldsmid (1812–1866). Dieser war liberaler Abgeordneter des Britischen Parlaments für den Wahlbezirk Honiton und Erbe des väterlichen Anwesens Somerhill House. Dessen Tochter Mary Ada Goldsmid (1836–1905) heiratete 1856 den Mitinhaber von „Mocatta & Goldsmid“ Frederick David Mocatta (1828–1905).